# FRIENDSHIP (田中律子の曲)
「FRIENDSHIP」（フレンドシップ）は田中律子のデビューシングル。

## 内容
田中律子のメジャーデビューシングル。筒美京平のプロデュース作品。レコード会社、所属事務所から強力プッシュされたが、オリコン100位入りは逃した。また、デモテープの段階では、完成作品よりテンポが早かった。田中いわく、テンポが速すぎて歌いにくかった為落とされた。

## 収録曲
1. FRIENSHIP
作詞：田口俊　作曲：筒美京平　編曲：新川博
2. ネ!
作詞：田口俊　作曲：筒美京平　編曲：鈴木茂